# Gemaal Monnickendam
Gemaal Monnickendam is een in 2023 in gebruik genomen boezemgemaal in de Nieuwendam even ten noorden van Monnickendam, gemeente Waterland; dat water uit de Schermerboezem via de Purmer Ee in de Gouwzee pompt.
Het gemaal is gebouwd in opdracht van het Hoogheemraadschap Hollands Noorderkwartier, heeft een capaciteit van 1.200 m3 per minuut.
In verband met de klimaatverandering wordt de gezamenlijke capaciteit van de eerdergebouwde boezemgemalen, het Zaangemaal (1966) in Zaandam en De Helsdeur (1972) bij Den Helder, niet meer toereikend geacht. Daarom is, behalve dit gemaal in 2023, ook in 2017 het Gemaal C. Mantel bij Schardam gereedgekomen.
In droge periodes is het gemaal geschikt om water uit het Markermeer op te voeren naar de Schermerboezem met een capaciteit van 400 m3 per minuut.
Op 28 november 2023 werd het gemaal door de aannemerscombinatie Friso Civiel en Van Hattum en Blankevoort opgeleverd aan het Hoogheemraadschap, nadat het al in oktober 2023 in gebruik was wegens de hevige regenval in dat najaar.
Het ontwerp kwam van architect Derko-Jan Dollen van SOOH dat samenwerkte met Hollands Zicht. Hij liet het grootste deel van het ingegraven gemaal onder de grond verdwijnen om zo min mogelijk verstoring van het polderwateruitzicht vanaf de dijk te krijgen. Dat uitzicht op de polders werd door de bouw van het gemaal versterkt doordat uitbouwen als een soort terrassen met uitkijkpost (kunnen) dienen.